# Georg Hyckel
Georg Hyckel (ur. 10 maja 1880 w Raciborzu, zm. 22 czerwca 1975 w Warendorfie) – niemiecki nauczyciel i publicysta.
Hyckel urodził się 10 maja 1880 roku jako syn Jana i Franciszki, z domu Reisch. Kształcił się najpierw w rodzinnym Raciborzu, a następnie w seminarium nauczycielskim w Pilchowicach, po czym podjął pracę jako nauczyciel. W latach 1900–1903 pracował w Komornikach, a kolejne trzy lata w Nowej Wsi. Następnie studiował w Hombergu oraz we Frankfurcie nad Menem, gdzie podjął również pracę w miejscowym zakładzie dla głuchoniemych. W 1911 roku został profesorem w zakładzie dla głuchoniemych w Raciborzu i pozostał na tym stanowisku do 1945 roku. W latach 1925–1933 oraz 1938–1945 był także dyrektorem raciborskiego muzeum. Po II wojnie światowej, w latach 1945–1952 był jeszcze kierownikiem szkoły specjalnej w Chociebużu, po czym przeszedł na emeryturę i przeprowadził się do Warendorfu, gdzie zmarł 22 czerwca 1975 roku.
Hyckel miał duży udział w powstaniu muzeum w Raciborzu. W latach 1922–1934 był wydawcą gazety „Oberschlesische Rundschau”, a także corocznego kalendarza „Ratiborer Heimatbote”. Był również autorem licznych publikacji dotyczących zagadnień związanych z Raciborzem oraz całym Śląskiem. Książki o tej tematyce pisał również po wojnie, gdy nie przebywał już w Raciborzu.